# Por la razón o la fuerza

Herb Chile z dewizą

Por la razón o la fuerza (hiszp. Rozumem lub siłą) – oficjalna dewiza państwowa Chile. Stanowi swobodne tłumaczenie łacińskiej sentencji Aut consiliis aut ense (Radą lub szpadą), która pojawiła  się w 1812 roku na pierwszym herbie Chile. Obecna wersja pochodzi z 1818 roku i po raz pierwszy umieszczono ją na monetach. Od 1834 roku zdobi kolejne wersje herbu Chile, chociaż do oficjalnego herbu państwowego została włączona dopiero w roku 1920. Pierwotnie motto miało wyrażać prymat środków pokojowych nad militarnymi (słowo rozum po prawej heraldycznej, siła po lewej), ale też gotowość obrony kraju z bronią w ręku. W roku 2004 powstał projekt zmiany motta na Por la fuerza de la razón (hiszp. siłą rozumu), wniesiony przez senatora Nelsona Ávilę a tłumaczony zbyt militarnym charakterem dotychczasowej dewizy,  nie zyskał on jednak akceptacji parlamentu.